# 位相体
位相体（いそうたい、英: topological field）とは、密着位相ではない位相が入った位相空間であり、加法、乗法、加法逆元をとる操作および 0 以外の元に対する逆数をとる操作が連続となる体のことである。従って、位相体 K は加法に対する位相群であり、K× は乗法に対する位相群となる。

## 例
- 任意の体 K に対して、離散位相を入れれば位相体になる。
- 実数体は、通常の加法と乗法に対して、ユークリッド距離を入れることにより位相体になる。
- 有理数体は、通常の加法と乗法に対して、p-進付値による距離を入れることにより位相体になる。
- 位相体および位相体の部分環は位相環であるが、逆は必ずしも成り立つとは限らない。つまり、体に位相環となる様に位相を入れても位相体になるとは限らない。例えば、有理数体 Q の位相として

{\displaystyle {\mathcal {U}}=\{a+b\mathbb {Z} \mid a,\,b\in \mathbb {Q} \}}
を開集合系となるようなものを考えるとき、Q は位相環であるが位相体ではない。

## 性質

### 開近傍
位相体は加法および乗法で連続であることから、任意の空ではない開集合 U と K の点 a に対して、U + a は a の開近傍となる。また、0 でない K の元 a に対する aU および、U−1 は開集合となる。
このことから、位相体を 0 の基本近傍系を用いて定義することができる。つまり、体 K が位相体になるためには、K 上の 0 の基本近傍系を {\displaystyle {\mathcal {U}}} としたとき、以下の条件を全て満たすことが必要十分である。
1. {\displaystyle {\mathcal {U}}} の任意の元 U に対して、{\displaystyle {\mathcal {U}}} の元 V が存在して、V + V ⊂ U。
2. {\displaystyle {\mathcal {U}}} の任意の元 U に対して、{\displaystyle -U\in {\mathcal {U}}} 。
3. {\displaystyle {\mathcal {U}}} の任意の元 U に対して、{\displaystyle {\mathcal {U}}} の元 V が存在して、{\displaystyle V\cdot V\subset U} 。
4. {\displaystyle {\mathcal {U}}} の任意の元 U に対して、{\displaystyle (1+U)^{-1}\in 1+{\mathcal {U}}} 。
5. K の 0 でない任意の元 a および {\displaystyle {\mathcal {U}}} の任意の元 U に対して、{\displaystyle aUa^{-1}\in {\mathcal {U}}} 。

上記の条件のうち、1 と 2 は加法群 K が位相群になるための条件であり、3, 4, 5 は乗法群 K× が位相群になるための条件である。

### ハウスドルフ性
任意の位相体はハウスドルフ空間である。逆に、濃度が2以上のハウスドルフ空間は密着空間にはなりえないので、位相体の定義として、
- 加法、乗法、および 0 以外の元に対する除法が連続となり、ハウスドルフ空間となる位相を入れた体

とすることもできる。

### 連結性
任意の位相体は連結であるか完全不連結であるかのいずれかであり、連結である位相体の標数は 0 である。つまり有限体である位相体は完全不連結となる。

### 局所コンパクト性
任意の局所コンパクトな位相体は第一可算公理を満たす。しかし、逆は必ずしも成り立つとは限らない。
例えば、有理数体に絶対値により得られる距離による位相を入れた場合、第一可算公理を満たすが局所コンパクトではない。
一般に第一可算公理を満たす位相体に対しては、以下のことが成立する。
第一可算公理を満たす位相体を K とし、局所コンパクトな位相体を K′ とする。
R を K の稠密な部分環とし、R′ を K′ の部分環で、R と同型であるとする。
f を R から R′ への同型写像としたとき、K から K′ の中への同型写像 φ で、φ を R に制限したものが f に一致するものが唯一存在する。

#### 例
以下の位相体は局所コンパクトである。
- 離散位相による位相体
- 実数体 R に通常の位相（絶対値が導く距離に関する距離空間としての位相）を入れたもの
- 複素数体 C に通常の位相（絶対値によって導かれる距離空間の位相）を入れたもの
- p-進数体 Qp に p-進位相（p-進付値の導く距離位相）を入れたもの

#### 分類
任意の体に対して、離散位相を入れた位相体は局所コンパクトになるので、この様な位相体を分類することはできないが、離散位相以外の位相を入れた位相体が局所コンパクトになるのは、かなり限定されることが知られている。そこで、以下において、位相は離散位相ではないとすると、局所コンパクト位相体は以下の様に分類することができる（以下体として非可換体も考えているので注意されたい。四元数体などがそうである）。
まず、連結である局所コンパクト位相体は、以下のいずれかの体と同型となる。
- 実数体 R
- 複素数体 C
- 四元数体 H

さらに、これらの体の位相は、それぞれの体の絶対値で与えられる距離空間と同相である。
次に連結ではない連続体は、以下のいずれかの体と同型である。
- p-進体 Qp 上の有限次拡大体
- p-進体 Qp 上の有限階数の斜体
- 有限体 Fq 上の一変数ローラン級数体 Fq((t)) の有限次拡大体
- Fq((t)) の有限階数の斜体

さらに、これらの体の位相は、p-進体もしくは有限体上の一変数ローラン級数体上の非アルキメデス付値によって得られる距離による距離空間と同相である。
以上の結果、位相体が連結であるかないかによらず、局所コンパクトな位相体は乗法付値で得られる距離の距離空間に同相であり、さらにその距離で完備となる。従って局所コンパクトな位相体は、完備な付値体である。逆に完備な付値体は局所コンパクトであるので、位相体の局所コンパクト性と付値体の完備性は同じになる。

### 完備化
局所コンパクトである離散ではない位相体は完備であったが、今度は、局所コンパクトではない位相体の完備化を考える。
位相体 K を位相環とみなすことにより、K の完備な位相環 {\displaystyle \scriptstyle {\widehat {\!K}}} が同型を除いて一意的に得ることができるが、{\displaystyle \scriptstyle {\widehat {\!K}}} は、一般には体にならず、たとえ体であったとしても位相体であるとは限らない。また位相体であっても乗法に対して完備になるとは限らない。
K× は乗法群であるので、K× の完備化 K′ が得られるが、これが体もしくは加法に対して完備な位相体になるとは限らない。
例えば、素数 p に対して、{\displaystyle {\mathcal {U}}_{p}} を p 進付値によって得られる距離に対する有理数体の距離位相としたとき、相異なる素数 p, q に対して、{\displaystyle {\mathcal {U}}} を {\displaystyle {\mathcal {U}}_{p}\cup {\mathcal {U}}_{q}} の有限個の元の共通部分全体からなる集合とすれば、{\displaystyle (\mathbb {Q} ,\ {\mathcal {U}})} は位相体であるが、完備化は Qp × Qq と同相であり、体ではない。
しかし、{\displaystyle \scriptstyle {\widehat {\!K}}} が加法に対して完備な位相体で、局所コンパクトであるか、または可換体である場合、{\displaystyle \scriptstyle {\widehat {\!K}}} は乗法に対しても完備となる。従って、K が可換体である場合、K の完備な位相環 {\displaystyle \scriptstyle {\widehat {\!K}}} が位相体であれば、乗法に対しても完備となる。このことから、例えば、乗法が可換である標数が 0 である位相体の完備化が位相体であるならば、複素数体または、ある素数 p に対する p-進体の部分体と同型となる。